# Danya Segal
Danya Segal (* 13. Mai 1958 in London) ist eine britische Blockflötistin und Musikproduzentin.

## Leben
Segal wurde 1958 als Kind einer Regisseurin und eines Schauspielers in London geboren. Sie studierte in ihrer Geburtsstadt bei Walter Bergmann und kam 1980 nach Deutschland, um an der Musikhochschule Hannover bei Ferdinand Conrad Flöte zu studieren. Anschließend studierte sie am Sweelinck-Konservatorium in Amsterdam bei Kees Boeke und Walter van Hauwe. Sie ist Gründungsmitglied von Musica Alta Ripa. 2013 wurde MUSICA ALTA RIPA zum dritten Mal mit dem ECHO Klassik als bestes Kammermusikensemble ausgezeichnet. Im Jahr 2002 wurde MUSICA ALTA RIPA in Anerkennung seines künstlerischen Schaffens der Musikpreis Niedersachsen 2002 verliehen. Der Name „MUSICA ALTA RIPA“ ist eine Referenz der Musiker an ihre Heimat Hannover: Aus der lateinischen Übersetzung von „alta ripa“ („hohes Ufer“) hat sich im Mittelhochdeutschen der Name „honovere“ – „Hannover“ gebildet.
Neben ihrem Engagement bei Musica Alta Ripa tritt Danya Segal regelmäßig als Blockflötistin bei verschiedenen Barockproduktionen auf.  Im Jahr 2001 gründete Danya Segal das Festival SchlossAkkord zusammen mit Helena Freifrau von Cramm und Bernward Lohr, seit dieser Zeit ist sie auch Intendantin des Festivals.
Seit 2010 mischt Danya Segal mit ihren Produktionen und Projekten die Musikszene auf. Immer wieder baut sie Brücken zwischen Alter Musik und der heutigen Welt. Sie bedient sich in verschiedenen Kulturen, Künsten und Trends, um Barockmusik für ein heutiges Publikum neu erlebbar zu machen. Hierzu zählen Produktionen wie Bach und der chinesische Drache mit einem Kalligrafen und chinesischem Tanz, Händel in der Unterwelt in Tiefgaragen, Bach in Licht mit raumgreifender Lichtkunst, Verlassen in einem Gefängnis und einem Flüchtlingsheim, und Hofnarr mit einem tanzenden Clown.
Von 2011 bis 2013 überzeugte sie mit ihrer Händel-Trilogie (Eifersucht, Liebe und Krieg, Ewigkeit) an ungewöhnlichen Aufführungsorten. Mit GEORGE in 2014, einer Opernuraufführung zum Jubiläum der Personalunion in Hannover, machte sie zusammen mit der Komponistin Elena Kats-Chernin ihre erste Produktion mit Musik des 21. Jahrhunderts. Darauf folgte CONTINUUM in 2016, zum 300. Todesjahr von Leibniz, ein interdisziplinäres Projekt mit dem Rapper Samy Deluxe und dem Counter Tenor Valer Sabadus, elektronischer- und Barockmusik das eine Brücke schlug von 1716 bis 2016.
In 2017 brachte Danya Segal mit MUTTER - Barockarien und arabische Wiegenlieder ein interkulturelles Konzert mit hochkarätigen Künstlern aus Okzident und Orient auf die Bühne. Mutterrollen aus West und Ost standen dabei als Inbegriff von Heimat, auch in der Musik, über alle Kulturen und Zeiten hinweg.

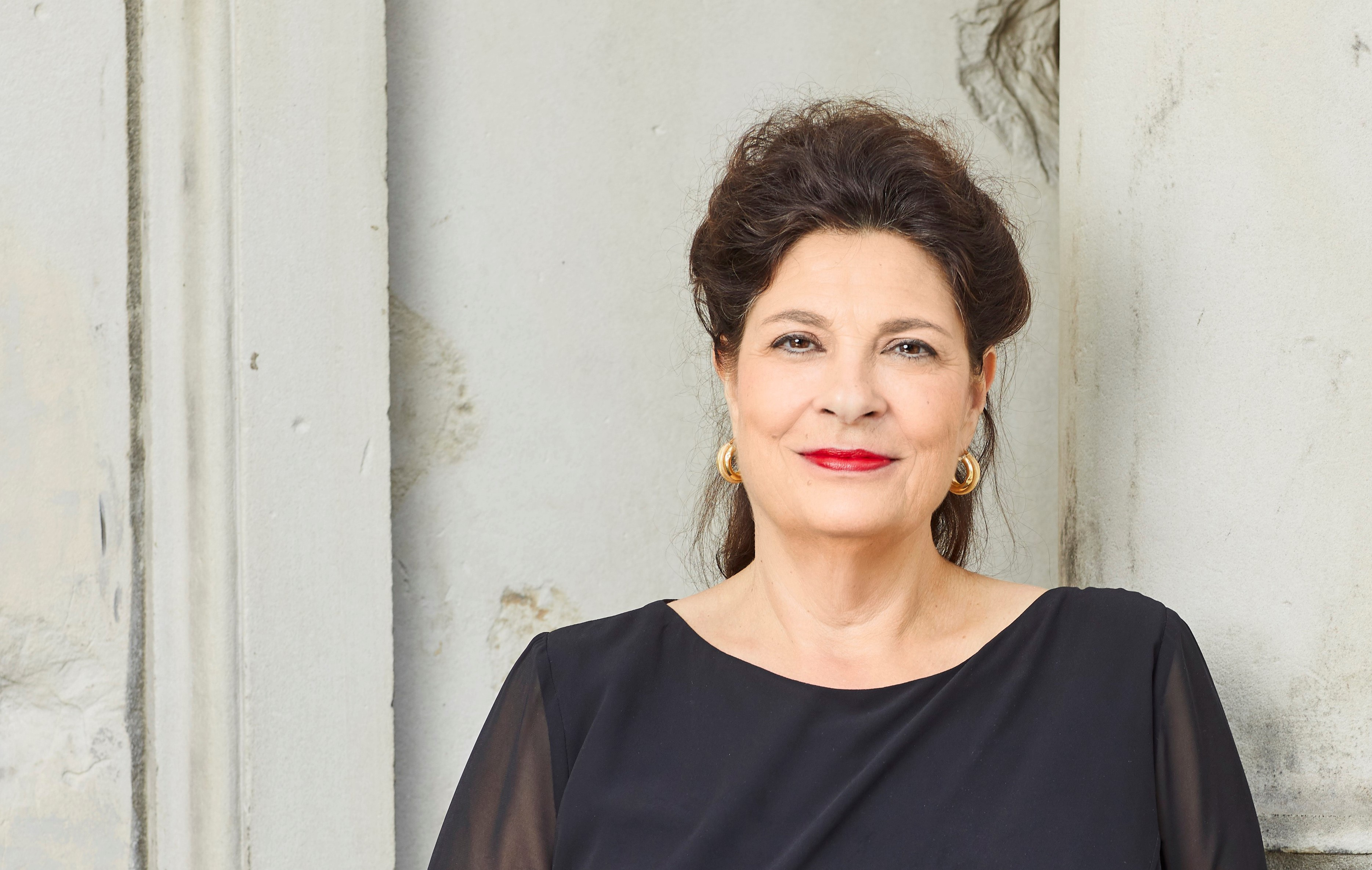

## CD-Einspielungen
- Solokonzerte Vol. 1 (J. S. Bach); Concert au Gout Italien; Kantaten und Triosonaten (G. F. Händel); Londoners Taste; Kantaten der Scarlatti-Familie
- Konzerte und Kammermusik von Antonio Vivaldi; Konzerte und Kammermusik von G. P. Telemann (Vol. 1–5)
- Bach & mehr; Weihnachthistorie plus; Le Recreation de la Musique; Giro d Italia